# Bosco Marengo
Bosco Marengo es una localidad y comune italiana de la provincia de Alessandria, región de Piamonte, con 2.521 habitantes. Cuna de san Pio V

## Evolución demográfica
| Gráfica de evolución demográfica de Bosco Marengo entre 1861 y 2001 |
|                                                                     |
| Fuente ISTAT - elaboración gráfica de Wikipedia                     |